# Вилькье, Жорж де
Барон Жорж де Вилькье (фр. Georges de Villequier; ум. 1592), виконт де Ла-Герш — французский придворный, участник Религиозных войн.

## Биография
Единственный сын барона Клода де Вилькье, виконта де Ла-Герш, и Анн д'Аппельвуазен, дамы де Ларош де Жансе.
Государственный советник, капитан пятидесяти тяжеловооруженных всадников.

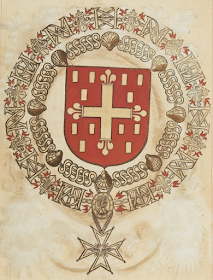
Герб Жоржа де Вилькье

Стал известен в 1571 году, организовав по приказу Карла IX убийство Филибера де Линьероля, фаворита герцога Анжуйского и королевского тайного агента, уличенного в предательстве. Виконт собственноручно заколол Линьероля рядом с королевской резиденцией.
Рыцарь орденов короля (31.12.1586).
После смерти Генриха III примкнул к Католической лиге и, по словам Пуллена де Сен-Фуа, наводил ужас на Ла-Марш и Пуату. Губернатор Ла-Марша сеньор де Ларошпозе атаковал его силы; разбитые в бою лигеры бросились спасаться бегством через Вьенну, и виконт утонул при переправе.

## Семья
Жена: Луиза Же (ум. 1604), дама де Буасген и де Ла-Вижери, дочь Жана Же, сеньора де Буасгена и де Ла-Вижери, и Жакетты де Монльё де Сен-Желе. Брак бездетный. Вторым браком вышла за графа Жака Перюс де Кара